# Fidjeri

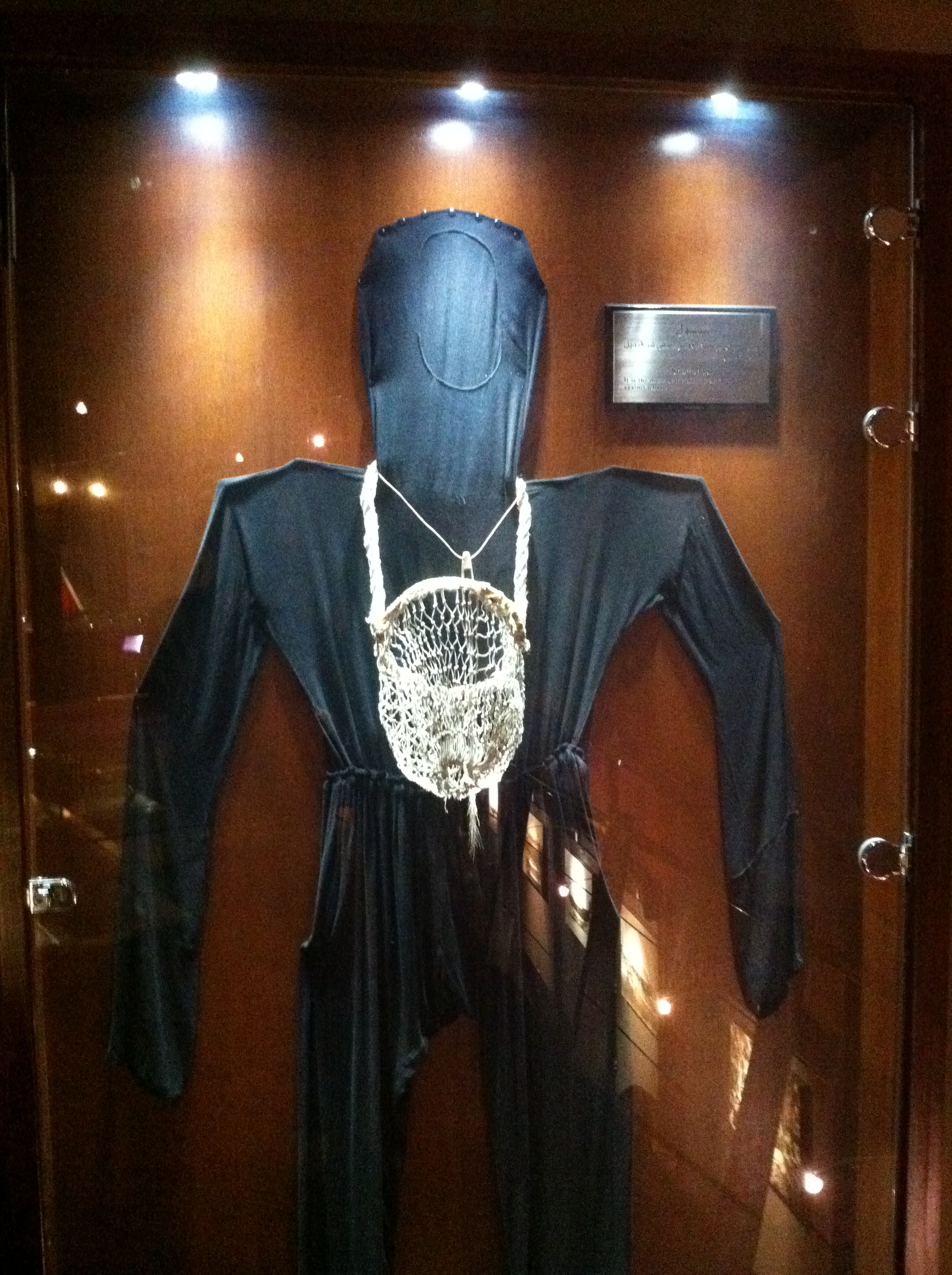
Vestimenta de los pescadores de perlas kuwaitíes.

Se denominan fidjeri (Árabe: الفجيري; a veces escrito fijri o fidjeri) el conjunto de los cánticos entonados por los buceadores de perlas de los estados costeros del Golfo Pérsico, especialmente los de Baréin y Kuwait.
Un cantante principal es acompañado por un coro  que también baten las palmas. Los instrumentos que acompañan al conjunto de fidjeri son un pequeño tambor de doble parche, denominado mirwās (en árabe: المرواس‎) y el jāhlah (en árabe: الجاهلة‎), un cuenco de arcillo golpeado con ambas manos.
Existen ocho géneros de fijiri: Sanginni (que se canta en la playa, no en el bote), Bahri, Adsani, Mkholfi, Haddadi, Hasawi, Zumayya, y Dan, los últimos dos en realidad son subgéneros de Hasawi y Mkholfi respectivamente. Bahri y Adsani son los dos géneros principales. En árabe los pescadores de perlas son denominados nahham (en árabe: نهام‎).
Salem Allan y Ahmad Butabbaniya son dos de los cantantes más conocidos de fijiri de Bahrain.